# John Stockwell
Pour les articles homonymes, voir Stockwell (homonymie).
John Stockwell, né le 25 mars 1961 à Galveston au Texas (États-Unis), est un acteur, réalisateur, scénariste et producteur américain.

## Filmographie

### Acteur

#### Cinéma
- 1981 : Les Fesses à l'air (So Fine) de Andrew Bergman : Jim Sterling
- 1983 : American Teenagers (Losin' it) de Curtis Hanson : Spider
- 1983 : Eddie and the Cruisers de Martin Davidson : Keith Livingston
- 1983 : Christine de John Carpenter : Dennis Guilder
- 1984 : City Limits d'Aaron Lipstadt : Lee
- 1985 : Le Dernier Missile (Radioactive Dreams) d'Albert Pyun : Phillip Chandler
- 1985 : Les Aventuriers de la 4e dimension (My Science Project) de Jonathan R. Betuel : Michael Harlan
- 1986 : Campus (en) (Dangerously Close) d'Albert Pyun : Randy McDevitt
- 1986 : Top Gun de Tony Scott : Cougar
- 1991 : Miliardi de Carlo Vanzina : David Phipps
- 1991 : Ni dieu ni maître (Born to Ride) de Graham Baker : Capt. Jack Hassler
- 1995 : Aurora: Operation Intercept (Opération Aurora) de Paul Levine : Andy Aldrich
- 1995 : I Shot a Man in Vegas de Keoni Waxman : Grant
- 1995 : Nixon d'Oliver Stone : Staffer #1
- 1997 : Vengeance à domicile (The Nurse) de Robert Malenfant : Jack Martin
- 1997 : Sale nuit (Stag) de Gavin Wilding : Victor Mallick
- 1997 : Legal Deceit de Monika Harris : Adam
- 2006 : Paradise Lost (Turistas) : Male Backpacker
- 2008 : Ride the Wake de Jennifer Akana Sturla (court métrage) : Grant
- 2013 : Breaking the Girls de Jamie Babbit : David Layton

#### Télévision
- 1983 : Quarterback Princess (en) de Noel Black (téléfilm) : Scott Massey
- 1985 : Nord et Sud (North and South) (mini-série) : Billy Hazard (6 épisodes)
- 1987 : Trying Times (série télévisée) : Maxwell Fletcher
- 1987 : Billionaire Boys Club (téléfilm) de Marvin J. Chomsky : Brad Sedgwick
- 1988 : Vendredi 13 (Friday the 13th) (série télévisée) : Tim Ayres
- 1989 : Nightmare Classics (série télévisée) : Malcolm Barrington
- 1992 : L'Équipée du Poney Express (série télévisée) : Bill Barlow
- 1994 : Hart to Hart: Crimes of the Hart (téléfilm) de Peter H. Hunt : Peter Rubin
- 1997 : Breast Men (téléfilm) de Lawrence O'Neil : Robert Renaud
- 2000 : Tricheurs! (téléfilm) (Cheaters) : News Producer

### Réalisateur
- 1987 : Under Cover (en)
- 2000 : Tricheurs! (Cheaters) (téléfilm)
- 2001 : Crazy/Beautiful
- 2002 : Blue Crush
- 2005 : Rocky Point (série télévisée)
- 2005 : Bleu d'enfer (Into the Blue)
- 2006 : Paradise Lost (Turistas)
- 2008 : Middle of Nowhere
- 2011 : Cat Run
- 2012 : Dark Tide
- 2012 : Seal Team 6: The Raid on Osama Bin Laden (téléfilm)
- 2014 : In the Blood
- 2014 : Cat Run 2
- 2016 : Kickboxer: Vengeance
- 2016 : Countdown
- 2017 : Riposte armée

### Scénariste
- 1986 : Dangerously Close
- 1987 : Under Cover (en)
- 1997 : Breast Men
- 2000 : Tricheurs ! (Cheaters) (téléfilm)
- 2001 : Rock Star
- 2002 : Blue Crush

### Producteur
- 2003 : The Break (téléfilm)
- 2005 : Rocky Point (série télévisée)